# ベンゾモルファン
ベンゾモルファン(Benzomorphan)は、複素環式化合物である。
またオピオイドやシグマ受容体のアゴニストとして作用する一連の薬剤の基本骨格であり、これら薬剤もベンゾモルファンと呼ばれる。以下のような化合物が含まれる。
- 5,9-α-ジエチル-2'-ヒドロキシベンゾモルファン
- 8-カルボキサミドシクラゾシン
- アラゾシン
- アナゾシン
- ブレマゾシン
- ブチナゾシン
- カルバゾシン
- コガゾシン
- シクラゾシン
- デゾシン
- エプタゾシン
- エチルケトシクラゾシン
- フルオロフェン
- ゲマゾシン
- イバゾシン
- ケタゾシン
- メタゾシン
- モキサゾシン
- ペンタゾシン
- フェナゾシン
- カダゾシン
- チアゾシン
- トナゾシン
- ボラゾシン
- ゼナゾシン

ペンタゾシン、フェナゾシン、デゾシン、エプタゾシン等のいくつかの薬剤は、鎮痛剤として用いられる。